# Ichneumon affinis
Ichneumon affinis là một loài tò vò trong họ Ichneumonidae.